# Erzbistum San Antonio
Das Erzbistum San Antonio (lat.: Archidioecesis Sancti Antonii) ist ein Erzbistum der römisch-katholischen Kirche mit Sitz in San Antonio, Texas, USA.

## Geschichte
Das Bistum San Antonio wurde am 28. August 1874 aus dem Bistum Galveston als eigenständiges Bistum herausgelöst. Zum Erzbistum New Orleans als Kirchenprovinz gehörig, gab es am 3. März 1914 einige Gebiete für das neue Bistum El Paso und am 3. August 1926 zur Gründung des Bistums Amarillo ab. Am 3. August 1926 wurde San Antonio gleichzeitig zum Erzbistum erhoben, dessen Kirchenprovinz heute die Bistümer Dallas, Fort Worth, Laredo, Lubbock und das Bistum San Angelo umfasst. Am 15. November 1947 gab es weitere Gebiete an das neue Bistum Austin ab, so dass es 1950 259.908 (35,8 %) Katholiken in 106 Pfarreien mit 133 Diözesanpriestern, 174 Ordenspriestern und 1.070 Ordensschwestern zählte. Nachdem am 13. April 1982 eine Gebietsabgabe an das neue Bistum Victoria in Texas und am 3. Juli 2000 noch einmal die Gebiete Maverick, Zavala, Dimmit und das Halbe La Salle County an das neue Bistum Laredo abgegeben worden wurden, zählte es 2003 noch 644.357 (32,9 %) Katholiken auf 72.081 km² in 139 Pfarreien mit 155 Diözesan- und 196 Ordenspriestern, 312 Diakonen und 834 Ordensschwestern.

## Bischöfe von San Antonio
1. Anthony Dominic Pellicer (1874–1880)
2. John Neraz (1881–1894)
3. John Anthony Forest (1895–1911)
4. John William Shaw (1911–1918, dann Erzbischof von New Orleans)

## Erzbischöfe von San Antonio
1. Arthur Jerome Drossaerts (1918–1940)
2. Robert Emmet Lucey (1941–1969)
3. Francis James Furey (1969–1979)
4. Patrick Fernández Flores (1979–2004)
5. José Horacio Gómez (2004–2010, dann Koadjutorerzbischof von Los Angeles)
6. Gustavo García-Siller MSpS (seit 2010)